# Železniční trať Adana–Mersin

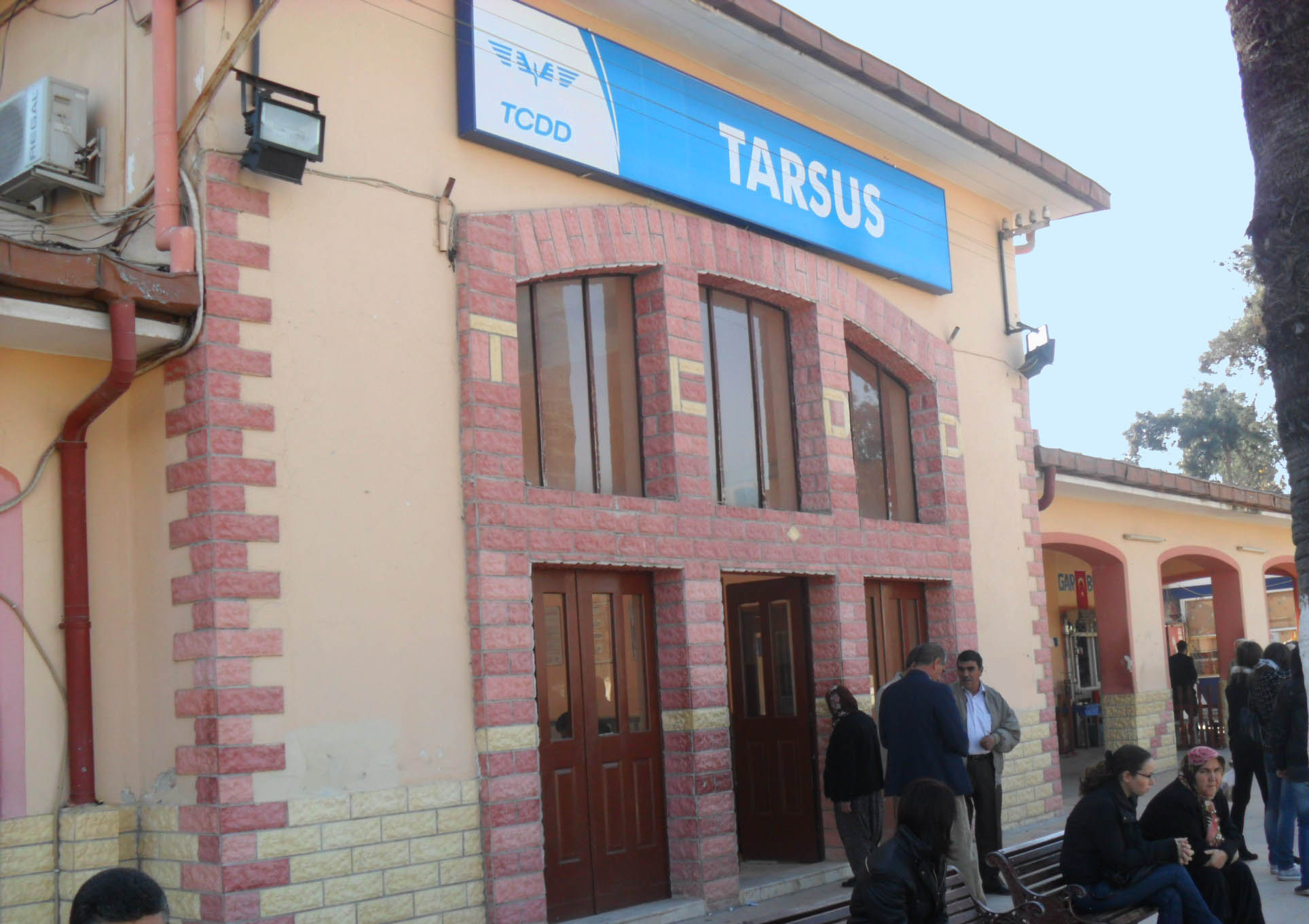
Železniční stanice Tarsus.

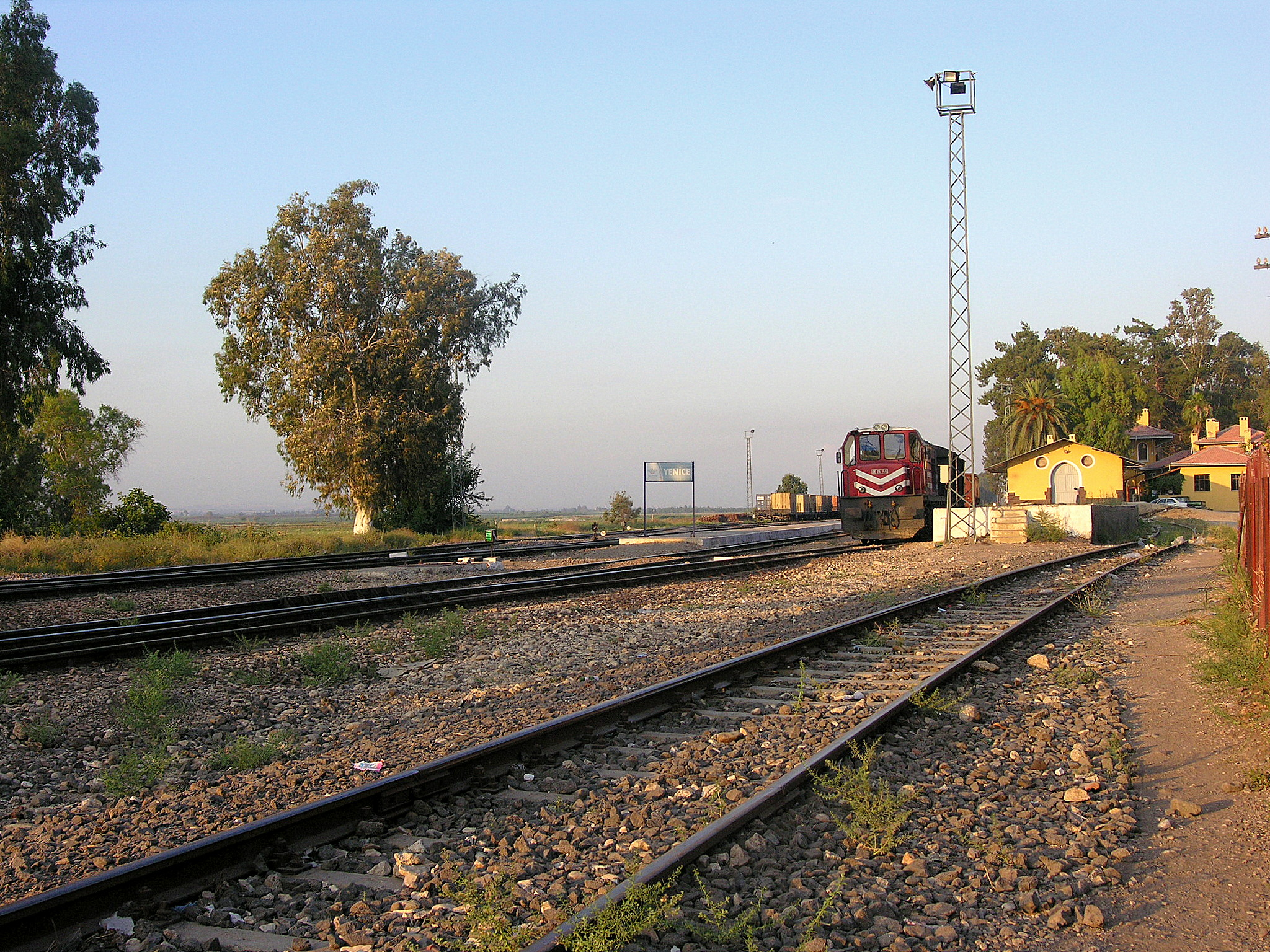
Kolejiště u nádraží v Yenice.

Železniční trať Adana–Mersin (turecky Adana-Mersin demiryolu) se nachází v jižním Turecku a spojuje obě uvedená města.
Trať je vedená v rovinaté krajině, dlouhá je 67 km, je dvojkolejná a v současné době[zdroj?] je na ní platná maximální cestovní rychlost 120 km/h. Ve městě Tarsus překonává řeku Berdan Çayı, jinak se na ní nenacházejí větší mostní ani další složitější stavby. Její hlavní význam dnes spočívá v napojení frekventovaného mersinského přístavu na tureckou železniční síť.
Trať patří k nejvytížěnějším v Turecku, neboť spojuje jeden z největších tureckých přístavů s téměř dvoumilionovou Adanou. Denně zde projede okolo 60 osobních a 20 nákladních vlaků.
Ve městě Yenice (blíže k Adaně) se nachází další trať, která tuto spojuje s centrální Anatolií.

## Historie
Důvodem pro vznik trati byla potřeba především rozvíjejícího se tureckého textilního průmyslu. Region Çukurova se profiloval jako stále významnější producent bavlny, kterou tehdejší Osmanská říše chtěla vyvážet, bylo však nezbytné místní města napojit na přístav v Mersinu.
Dne 20. ledna 1883 udělila osmanská vláda dvěma tureckým podnikatelům (Costaki Theodoridi a Narit Bey) koncese na rozšíření železniční sítě v oblasti dnešního regionu Çukurova. Chrabrý plán skončil neúspěchem, a tak uvedení vlastníci prodali koncese skupině britských a francouzských investorů. Následně byla založena společnost Mersin - Tarsus - Adana Railway (MTA), což byla francouzská společnost se sídlem v Londýně. Ta se ujala výstavby trati. Stavba postavená společností MTA byla úspěšně dokončena a uvedena do provozu dne 2. srpna 1886. Původně měla být otevřena v dubnu, ale práce se o tří měsíce protáhly.
Trať se stala ekonomicky nejvíce rentabilní na území tehdejší Osmanské říše. Její vznik pomohl (dle plánu) rozvoji Mersinu do podoby jednoho z hlavních přístavů na středomořském pobřeží Anatolie.
V roce 1906 získala od společnosti MTA trať jiná firma, a to Osmanská imperiální bagdádská dráha[zdroj?] (francouzsky Chemins du Fer Impérial Ottomans de Bagdad). Společnost postavila v Adaně nové nádraží (původní budova byla opuštěna a přebudována na kanceláře) a upravila ji jako navazující na Bagdádskou dráhu. Nádraží v Mersinu sloužilo pro řízení celé trasy z Adany do Mersinu. Malá budova byla nakonec nahrazena současnou stanicí v roce 1956.
Nový vlastník byl ve vlastnictví německé Deutsche Bank, a to i po první světové válce a vyhlášení turecké republiky. Nakonec byla trať nicméně rozhodnutím turecké vlády v roce 1929 znárodněna. Železniční trať provozovaná společností byla převedena na Generální ředitelství státních drah, později přejmenované na TCDD.
Ještě v prvních desetiletích 21. století existovalo několik původních stanic na trati a v Adaně se nacházela původní výtopna.
V 20. letech 21. století byla přebudována na vyšší cestovní rychlost. Úpravy by měly být dokončeny roku 2025.